# Prehendorastrus bidentatus
Prehendorastrus bidentatus is een eenoogkreeftjessoort uit de familie van de Ergasilidae. De wetenschappelijke naam van de soort is voor het eerst geldig gepubliceerd in 1990 door Boeger & Thatcher.